# Tōkyō tawā: Okan to boku to, tokidoki, oton
Pour plus de détails, voir Fiche technique et Distribution.
Tōkyō tawā: Okan to boku to, tokidoki, oton (東京タワー 〜オカンとボクと、時々、オトン〜) est un film japonais de Jōji Matsuoka et sorti en 2007.

## Fiche technique
- Titre : Tōkyō tawā: Okan to boku to, tokidoki, oton
- Titre original : 東京タワー 〜オカンとボクと、時々、オトン〜
- Titre anglais : Tokyo Tower: Mom and Me, and Sometimes Dad
- Réalisation : Jōji Matsuoka
- Scénario : Suzuki Matsuo d'après un roman de Lily Franky
- Photographie : Norimichi Kasamatsu
- Décors : Mitsuo Harada (ja)
- Montage : Shin'ichi Fushima (ja)
- Musique : Tadashi Ueda
- Éclairages : Ken'ichi Mizuno
- Son : Kiyoshi Kakizawa
- Producteurs : Kanji Miura, Genichi Miwa et Toshiyuki Nakano
- Pays de production :  Japon
- Langue originale : japonais
- Format : couleur — 2,35:1 — 35 mm — Dolby Digital
- Genre : drame
- Durée : 142 minutes
- Date de sortie :
  - Japon : 14 avril 2007[1]

## Distribution
- Joe Odagiri : Masawa Nakagawa
- Kirin Kiki : Eiko Nakagawa
- Yayako Uchida : Eiko jeune
- Takako Matsu : Mizue
- Kaoru Kobayashi : Oton

## Distinctions

### Récompenses
- 2007 : Nikkan Sports Film Award de la meilleure actrice dans un second rôle pour Kirin Kiki[2]
- 2008 : prix de la Japan Academy du meilleur film, du meilleur réalisateur pour Jōji Matsuoka, de la meilleure actrice pour Kirin Kiki, du meilleur scénario pour Suzuki Matsuo, du meilleur acteur dans un second rôle pour Kaoru Kobayashi et du meilleur nouveau talent pour Yayako Uchida[3]

### Nominations
- 2008 : prix de la Japan Academy du meilleur acteur pour Joe Odagiri, de la meilleure actrice dans un second rôle pour Takako Matsu, de la meilleure musique pour Tadashi Ueda, des meilleurs effets visuels pour Ken'ichi Mizuno, des meilleurs décors pour Mitsuo Harada (ja), du meilleur son pour Kiyoshi Kakizawa et du meilleur montage pour Shin'ichi Fushima (ja)[3]